# Seuot Baroh
Seuot Baroh is een bestuurslaag in het regentschap Aceh Besar van de provincie Atjeh, Indonesië. Seuot Baroh telt 637 inwoners (volkstelling 2010).